# Laternaria woodi
Laternaria woodi är en insektsart som först beskrevs av Ollenbach 1929.  Laternaria woodi ingår i släktet Laternaria och familjen lyktstritar. Inga underarter finns listade i Catalogue of Life.